# She (singel)
She – singel z płyty Dookie amerykańskiego zespołu punkrockowego Green Day.
Piosenka opowiada o dziewczynie, która nie wie, kim dokładnie jest. Chce być sobą, lecz jej rodzina i społeczeństwo tego nie akceptują.